# 2007年の北海道日本ハムファイターズ
2007年の北海道日本ハムファイターズ（2007ねんのほっかいどうにっぽんハムファイターズ）では、2007年の北海道日本ハムファイターズにおける動向をまとめる。
この年の北海道日本ハムファイターズは、トレイ・ヒルマン監督の5年目のシーズンであり、2年連続4度目のリーグ優勝に輝いたシーズンである。

## チーム成績

### レギュラーシーズン
| 1    | 中   | 森本稀哲       |
| 2    | 二   | 田中賢介       |
| 3    | 右   | 稲葉篤紀       |
| 4    | 指   | セギノール     |
| 5    | 一   | 木元邦之       |
| 6    | 捕   | 髙橋信二       |
| 7    | 三   | グリーン       |
| 8    | 左   | 坪井智哉       |
| 9    | 遊   | 金子誠         |
| 投手 | 投手 | ダルビッシュ有 |

| 順位      | 4月終了時            | 4月終了時            | 5月終了時        | 5月終了時        | 6月終了時           | 6月終了時           | 7月終了時        | 7月終了時        | 8月終了時         | 8月終了時         | 最終成績             | 最終成績             |
| --------- | -------------------- | -------------------- | ---------------- | ---------------- | ------------------- | ------------------- | ---------------- | ---------------- | ----------------- | ----------------- | -------------------- | -------------------- |
| 1位       | ソフトバンク         | --                   | ロッテ           | --               | 日本ハム            | --                  | 日本ハム         | --               | 日本ハム          | --                | 日本ハム             | --                   |
| 2位       | 西武                 | 1.0                  | ソフトバンク     | 2.5              | ロッテ              | 0.5                 | ソフトバンク     | --               | ソフトバンク      | 3.0               | ロッテ               | 2.0                  |
| 3位       | ロッテ               | 2.0                  | 日本ハム         | 4.5              | ソフトバンク        | 1.0                 | ロッテ           | 4.0              | ロッテ            | 3.5               | ソフトバンク         | 6.0                  |
| 4位       | 日本ハム             | 5.5                  | 楽天             | 7.0              | 西武                | 6.5                 | 西武             | 6.0              | 西武              | 10.0              | 楽天                 | 13.5                 |
| 5位       | オリックス           | 6.0                  | 西武             | 7.5              | 楽天                | 9.0                 | 楽天             | 12.0             | 楽天              | 11.5              | 西武                 | 14.5                 |
| 6位       | 楽天                 | 6.5                  | オリックス       | 12.5             | オリックス          | 12.0                | オリックス       | 13.0             | オリックス        | 13.0              | オリックス           | 17.0                 |
| 期間 成績 | 12勝16敗3分 勝率.429 | 12勝16敗3分 勝率.429 | 15勝7敗 勝率.682 | 15勝7敗 勝率.682 | 13勝6敗1分 勝率.684 | 13勝6敗1分 勝率.684 | 11勝9敗 勝率.550 | 11勝9敗 勝率.550 | 13勝11敗 勝率.542 | 13勝11敗 勝率.542 | 15勝11敗1分 勝率.577 | 15勝11敗1分 勝率.577 |

| 順位 | 球団                         | 勝利 | 敗戦 | 引分 | 勝率 | ゲーム差 |
| ---- | ---------------------------- | ---- | ---- | ---- | ---- | -------- |
| 優勝 | 北海道日本ハムファイターズ   | 79   | 60   | 5    | .568 | -        |
| 2位  | 千葉ロッテマリーンズ         | 76   | 61   | 7    | .565 | 2.0      |
| 3位  | 福岡ソフトバンクホークス     | 73   | 66   | 5    | .525 | 6.0      |
| 4位  | 東北楽天ゴールデンイーグルス | 67   | 75   | 2    | .472 | 13.5     |
| 5位  | 西武ライオンズ               | 66   | 76   | 2    | .465 | 14.5     |
| 6位  | オリックス・バファローズ     | 62   | 77   | 5    | .446 | 17.0     |

### クライマックスシリーズ
| 日付                             | 試合   | ビジター球団（先攻） | スコア | ホーム球団（後攻）         | 開催球場   |
| 10月13日（土）                   | 第1戦  | 千葉ロッテマリーンズ | 2 - 5  | 北海道日本ハムファイターズ | 札幌ドーム |
| 10月14日（日）                   | 第2戦  | 千葉ロッテマリーンズ | 8 - 1  | 北海道日本ハムファイターズ | 札幌ドーム |
| 10月15日（月）                   | 第3戦  | 千葉ロッテマリーンズ | 0 - 7  | 北海道日本ハムファイターズ | 札幌ドーム |
| 10月16日（火）                   | 第4戦  | 千葉ロッテマリーンズ | 5 - 1  | 北海道日本ハムファイターズ | 札幌ドーム |
| 10月17日（水）                   | 休養日 | 休養日               | 休養日 | 休養日                     | 札幌ドーム |
| 10月18日（木）                   | 第5戦  | 千葉ロッテマリーンズ | 2 - 6  | 北海道日本ハムファイターズ | 札幌ドーム |
| 勝者：北海道日本ハムファイターズ |        |                      |        |                            |            |

### 日本シリーズ
| 日付                                  | 試合   | ビジター球団（先攻）       | スコア | ホーム球団（後攻）         | 開催球場     |
| ------------------------------------- | ------ | -------------------------- | ------ | -------------------------- | ------------ |
| 10月27日（土）                        | 第1戦  | 中日ドラゴンズ             | 1 - 3  | 北海道日本ハムファイターズ | 札幌ドーム   |
| 10月28日（日）                        | 第2戦  | 中日ドラゴンズ             | 8 - 1  | 北海道日本ハムファイターズ | 札幌ドーム   |
| 10月29日（月）                        | 移動日 | 移動日                     | 移動日 | 移動日                     | 移動日       |
| 10月30日（火）                        | 第3戦  | 北海道日本ハムファイターズ | 1 - 9  | 中日ドラゴンズ             | ナゴヤドーム |
| 10月31日（水）                        | 第4戦  | 北海道日本ハムファイターズ | 2 - 4  | 中日ドラゴンズ             | ナゴヤドーム |
| 11月1日（木）                         | 第5戦  | 北海道日本ハムファイターズ | 0 - 1  | 中日ドラゴンズ             | ナゴヤドーム |
| 優勝：中日ドラゴンズ（53年ぶり2回目） |        |                            |        |                            |              |

## 個人成績

### 投手成績
- 色付きは規定投球回（144イニング）以上の選手
- 太字はリーグ最高

| [[]] |

### 打撃成績
- 色付きは規定打席（446打席）以上の選手
- 太字はリーグ最高

| [[]] |

## できごと

### 5月
- 5月17日 - 田中幸雄が東北楽天ゴールデンイーグルス戦でNPB史上35人目の通算2000安打[1]

### 6月
- 6月19日 - フェルナンド・セギノールが対広島戦（広島）で3回と6回に右打席でジャレッド・フェルナンデスから、7回に左打席で横山竜士からそれぞれこの日合わせて3本塁打で、NPB新記録の通算7度目の左右打席本塁打を達成[2]

### 8月
- 8月14日 - 金子誠が対ソフトバンク戦でNPB史上27人目の通算200犠打[1]

### 9月
- 9月29日 - 対ロッテ（千葉マリン）に5対4で勝利し、東映時代以来45年ぶりの年間勝率1位によるリーグ優勝および前身を含め球団史上初のリーグ連覇を達成[3]。

### 10月
- 10月2日 - 中嶋聡が対楽天戦でNPB史上156人目の通算1500試合出場[1]
- 10月27日 - 日本シリーズの第1戦が札幌ドームで行われ、日本ハムが中日に3対1で勝利、ダルビッシュ有が日本プロ野球史上初の先発選手から全員からの13奪三振で完投勝利[4]

### 11月
- 11月1日 - 日本シリーズ第5戦（ナゴヤドーム）が行われ、中日に1対0で敗れ1勝4敗で日本シリーズ敗退。先発のダルビッシュ有はこの試合を11奪三振で、史上初の同一シリーズ2度の2桁奪三振。2桁奪三振の敗戦投手は史上2度目[4]

## 選手・スタッフ
| - 背番号変更 |

## ドラフト
| 大学生・社会人ドラフト | 大学生・社会人ドラフト | 大学生・社会人ドラフト | 大学生・社会人ドラフト | 大学生・社会人ドラフト |
| 順位                   | 選手名                 | ポジション             | 所属                   | 結果                   |
| ---------------------- | ---------------------- | ---------------------- | ---------------------- | ---------------------- |
| 1巡目                  | 多田野数人             | 投手                   | 3A・サクラメント       | 入団                   |
| 2巡目                  | （選択権なし）         | （選択権なし）         | （選択権なし）         | （選択権なし）         |
| 3巡目                  | 宮西尚生               | 投手                   | 関西学院大学           | 入団                   |
| 4巡目                  | 村田和哉               | 外野手                 | 中央大学               | 入団                   |
| 高校生ドラフト         |                        |                        |                        |                        |
| 順位                   | 選手名                 | ポジション             | 所属                   | 結果                   |
| 1巡目                  | 中田翔                 | 外野手                 | 大阪桐蔭高             | 入団                   |
| 2巡目                  | （選択権なし）         | （選択権なし）         | （選択権なし）         | （選択権なし）         |
| 3巡目                  | 津田大樹               | 投手                   | 倉敷高                 | 入団                   |
| 4巡目                  | 大平成一               | 外野手                 | 波佐見高               | 入団                   |
| 5巡目                  | 松山傑                 | 投手                   | 横浜商科大学高         | 入団                   |
| 6巡目                  | 豊島明好               | 投手                   | 北陸大谷高             | 入団                   |
| 7巡目                  | 浅沼寿紀               | 投手                   | 旭川南高               | 入団                   |